# Coppa della Pace
La Coppa della Pace (in inglese: Peace Cup) è stata un torneo calcistico amichevole a cadenza biennale organizzato dalla Sunmoon Peace Football Foundation, collegata alla Chiesa dell'unificazione del reverendo Sun Myung Moon. L'obiettivo della competizione, che vide la partecipazione di club di calcio di tutti i continenti, è stato promuovere la pace nel mondo.
Le prime tre edizioni (2003, 2005 e 2007) si sono tenute in Corea del Sud, la quarta (2009) per la prima volta in Spagna e ha visto la partecipazione di 12 formazioni.
Nel 2006 è stata inaugurata la Coppa della Regina della Pace (in inglese: Peace Queen Cup), una manifestazione simile alla Coppa della Pace a cui vengono però invitate 8 nazionali femminili di calcio.
La quinta edizione si è svolta in Corea del sud nel luglio 2012.
Nell'ottobre 2012 venne annunciato che la manifestazione non si sarebbe più tenuta in seguito alla morte del fondatore Sun Myung Moon.

## Formula
Le otto squadre invitate sono divise in due gironi all'italiana di quattro squadre ciascuno. La prima classificata di ogni gruppo accede alla finale.
La vincente del torneo ottiene un premio di circa 2.000.000 dollari USA, mentre l'altra finalista ne ottiene 500.000. I premi sono ridotti rispettivamente a 200.000 e 50.000 dollari USA per la Coppa della Regina della Pace.

## Albo d'oro

### Coppa della Pace
| Anno | Vincitore       | 2º posto        |
| ---- | --------------- | --------------- |
| 2003 | PSV             | Olympique Lione |
| 2005 | Tottenham       | Olympique Lione |
| 2007 | Olympique Lione | Bolton          |
| 2009 | Aston Villa     | Juventus        |
| 2012 | Amburgo         | S. Ilhwa Chunma |

### Coppa della Regina della Pace
| Anno | Vincitore     | 2º posto  |
| ---- | ------------- | --------- |
| 2006 | Stati Uniti   | Canada    |
| 2008 | Stati Uniti   | Canada    |
| 2010 | Corea del Sud | Australia |